# Wilhelm Ulrich (Architekt)
Wilhelm Ulrich (* 16. Mai 1890 in Pfungstadt; † 14. November 1971 in Willebadessen) war ein deutscher Architekt. 

## Leben
Wilhelm Ulrich wurde als Sohn eines Brauereibesitzers in Pfungstadt geboren. In seiner Heimatstadt absolvierte er die Schulzeit und erlangte 1908 in Darmstadt die Hochschulreife. Nach dem Militärdienst (1908/1909) in Bayern studierte er von 1909 bis 1914 Architektur an der Technischen Hochschule Darmstadt, der Technischen Hochschule München und der Technischen Hochschule Dresden. Während seines Studiums konvertierte er zum Katholizismus. 
Auf eine im Ersten Weltkrieg erlittene schwere Beinverletzung folgte ein langer Lazarettaufenthalt. Nach Kriegsende arbeitete Ulrich im Bauamt der Stadt Mühldorf am Inn, später bei dem niederländischen Architekten Kees Bremer, der ihm offenbar erste Begegnungen mit hexagonalen Entwürfen vermittelte. 
Nach seiner Heirat mit Henriette Engel (1921) übersiedelte er nach Halle (Saale), um in diesem Jahr in das Architekturbüro seines Onkels Gustav Wolff einzutreten. Wolff, der 1930 starb, zog sich 1929 aus gesundheitlichen Gründen aus der Partnerschaft zurück, so dass Ulrich ab diesem Zeitpunkt das Büro bis zur Schließung 1939 übernahm. Das Büro befand sich am Universitätsring 8, der früheren Alten Promenade. 
Während der Zeit im Architekturbüro wurde Ulrich Mitglied des BDA (Bund Deutscher Architekten), im Demokratischen Club sowie im Rotary Club Halle. 
Während des Zweiten Weltkriegs musste das Architekturbüro geschlossen werden. Vor und während der Kriegsjahre wurde Ulrich u. a. mit der Gestaltung von Brückenbauten für die Reichsautobahn und mit einer Wohnsiedlung für Offiziere und Unteroffiziere beauftragt. Zudem wurde Ulrich bis 1945 an die Akademie für Wohnungswesen beim Gauheimstättenamt in Berlin verpflichtet. Nach dem Krieg war er bis 1951 an kleineren Bauvorhaben und der Beseitigung von Kriegsschäden in Halle beteiligt.
Ulrich war neben seiner Tätigkeit als Architekt ausgesprochen vielseitig interessiert. So widmete er sich dem Studium der Natur, vor allem dem der Kristalle, und führte mit seinem Sohn ein kleines Chemielabor. An der Universität belegte er Kurse in Arabisch und beschäftigte sich mit Sanskrit und Persisch. Aufgrund seiner literarischen Interessen organisierte von 1929 bis 1949 Leseabende in seinem Haus. 
1951 kehrte er nach 30 Jahren Bautätigkeit in Halle in seine Heimatstadt Pfungstadt zurück, wo noch eine Reihe von Wettbewerbsentwürfen entstanden.
1966 siedelte er erneut um und verbrachte die letzten Lebensjahre bis zu seinem Tod bei zwei seiner Töchter im westfälischen Willebadessen. 

## Die Idee des Sechseckbaus
In vielen seiner Entwürfen und einigen seiner Bauten beschäftigte sich Ulrich aufgrund seiner mathematisch-rationalen Denkungsart mit der Idee und Praxis der hexagonalen Bauweise, das heißt mit dem auf den Winkel von 120° bezogenen Grundrissgestaltung. Sein Leben lang warb er mit beeindruckender Konsequenz für das hexagonale Entwurfssystem, das er als organische Urform ansah, die auch baupraktische Vorzüge besaß. Ulrich war einer der ersten, der die Bedeutung des Sechsecks für den Grundriss erkannte und seine Konsequenz bis in die Gestalt des Daches hinein durchdachte. 
Viele Wettbewerbsentwürfe zeigen die hexagonale Grundrissgestalt, so für den Völkerbundpalast in Genf, die römisch-katholische Kathedrale in Belgrad und für einige kleinere Kirchen in Mitteldeutschland. Jedoch wurden nur wenige seiner Ideen verwirklicht, oft musste er sich dem Auftraggeber beugen.
Realisierte Objekte in Halle waren neben dem eigenen Haus, seinem „architektonischen Manifest“, dreigeschossige Wohnbauten mit Wabengrundriss in der heutigen Albert-Ebert-Straße sowie als sein überzeugendster Bau in Sechseckform die katholische Dreieinigkeitskirche.

## Bauten und Entwürfe (Auswahl)

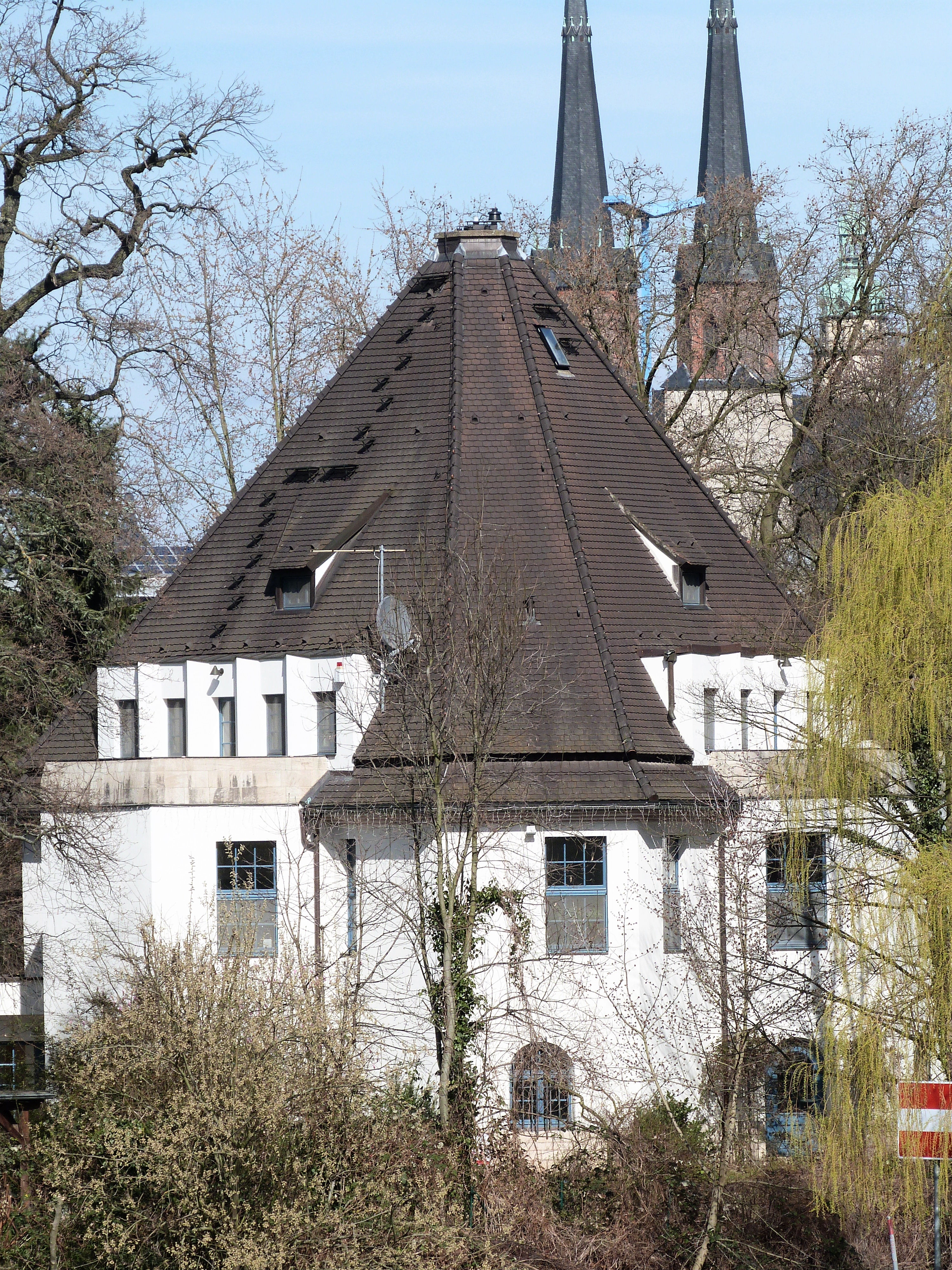
Ulrichs Haus Zu den sieben Waben in Halle

- 1924: Haus Determann in Hannover (mit Gustav Wolff)[4]
- 1924: Eigenes Wohnhaus in Halle, Ratswerder 7 (Haus „Zu den sieben Waben“)[1][5]
- 1925–1926: Verwaltungsgebäude in Halle, Willy-Lohmann-Straße 6a (mit Gustav Wolff)
- 1926: Villa Huth in Halle, Hoher Weg 13, gemeinsam mit Gustav Wolff[1]
- 1926–1927: Reihenhäuser in Halle, Auenstraße (heute Albert-Ebert-Straße)[1]
- 1928: Wettbewerbsentwurf für die Kriegergedächtniskirche in Leipzig (ausgezeichnet mit einer Belobigung der Jury, nicht ausgeführt)[1][6]
- 1928: Erweiterungsbau des Kaufhauses der A. Huth & Co. AG in Halle, Markt (1991 abgerissen)[1]
- 1929–1930: Kirche zur Heiligsten Dreieinigkeit in Halle, Lauchstädter Straße 14[1]
- 1929: Geschäftshaus Joske in Weißenfels[1]
- 1934–1935: Katholische St.-Benedikt-Kirche in Ilsenburg
- 1938: Christkönigskirche in Bad Kösen[7]
- 1939–1942: Wohnungen für Offiziere und Unteroffiziere der Heeres- und Luftwaffennachrichtenschule in Halle-Heiderand
- 1939–1942: Kleinwohnungen in Halle, Robert-Koch-Straße